# Leo Raymond De Neckère
Leo Raymond De Neckère (Wevelgem, 7 giugno 1800 – New Orleans, 4 settembre 1833) è stato un missionario e vescovo cattolico belga naturalizzato statunitense.

## Biografia
Dopo aver frequentato il seminario di Gand, divenne missionario e nel mese di settembre 1817 si recò in Louisiana accettando l'invito del vescovo Louis-Guillaume-Valentin Dubourg, completando i suoi studi presso il seminario di Perryville. Dal 1820 fece parte della Congregazione della missione (i cui appartenenti erano comunemente detti "padri vincenziani") e fu ordinato sacerdote il 13 ottobre 1822.

### Ministero episcopale
Il 4 giugno 1829 fu nominato vescovo di New Orleans da papa Pio VIII, mentre si trovava nel continente europeo per riprendersi da problemi di salute.  
Il 24 giugno 1830 ricevette la consacrazione episcopale nella cattedrale di san Luigi di New Orleans dalle mani del vescovo Giuseppe Rosati, C.M., co-consacranti il vescovo di Mobile Michael Portier e il vescovo di Charleston John England. 
Convocò un sinodo del clero diocesano nel febbraio 1832 e nell'aprile 1833 istituì la prima parrocchia di lingua inglese di New Orleans (San Patrizio). 
Morì a New Orleans il 4 settembre 1833 all'età di 33 anni, a causa della febbre gialla, e fu sepolto nella cattedrale di san Luigi.

## Genealogia episcopale
La genealogia episcopale è:
- Cardinale Scipione Rebiba
- Cardinale Giulio Antonio Santori
- Cardinale Girolamo Bernerio, O.P.
- Arcivescovo Galeazzo Sanvitale
- Cardinale Ludovico Ludovisi
- Cardinale Luigi Caetani
- Cardinale Ulderico Carpegna
- Cardinale Paluzzo Paluzzi Altieri degli Albertoni
- Papa Benedetto XIII
- Papa Benedetto XIV
- Cardinale Enrico Enriquez
- Arcivescovo Manuel Quintano Bonifaz
- Cardinale Buenaventura Córdoba Espinosa de la Cerda
- Cardinale Giuseppe Maria Doria Pamphilj
- Arcivescovo Louis-Guillaume-Valentin Dubourg, P.S.S.
- Vescovo Giuseppe Rosati, C.M.
- Vescovo Leo Raymond De Neckère, C.M.